# Волфганг I (Барби)
Волфганг I фон Барби-Мюлинген (на немски: Wolfgang I von Barby-Muhlingen; * ок. 1494/1502; † 24 януари 1565) е граф на Барби-Мюлинген в Саксония-Анхалт.
Той е деветият син на граф Буркхард VII фон Барби-Мюлинген († 3 ноември 1505) и съпругата му Магдалена фон Мекленбург-Щаргард († 2 април 1532), вдовица на херцог Вартислав X от Померания († 17 декември 1478), дъщеря на херцог Хайнрих 'Стари' фон Мекленбург-Щаргард († 1466) и принцеса Маргарета фон Брауншвайг-Люнебург († 1512). Внук е на граф Гюнтер VI фон Барби-Мюлинген († 1493) и първата му съпруга Катерина фон Регенщайн-Бланкенбург († 1455). Племенник е на Хойер фон Барби (* 1450; † 13 януари 1521), каноник в Страсбург.
По-големите му братя умират млади, а най-малкият му брат Хайнрих фон Барби е убит в Берлин ок. 1504 г.
Волфганг е уважаван и ценен съветник на пет курфюрста на Курфюрство Саксония (Фридрих III Мъдрия, Йохан Постоянния, Йохан Фридрих I, Мориц и Август). Той прави много за фамилията си. Волфганг е приятел на Мартин Лутер. През 1533 г. курфюрст Йохан Фридрих му дава Барби и Мюлинген, и 1540 г. наследството на фон Егелн.
Като имперски граф на Барби и Мюлинген той участва на имперските събирания и на събиранията на съюза на Горна Саксония. Той дава на императорската войска осем конника и шестнадесет инфантеристи и плаща сумата от 160 гулден, въпреки че трябва да дава само 20 гулден или един конник и двама инфантериста. Той трябва също да плаща годишно по осем гулден за поддържането на камера-съда. По времето на управлението му градът Барби и дворецът през 1552 г. са окрадени от жителите на Магдебург, по-късно те трябва да му платят за това 14 000 талера.
Волфганг I фон Барби-Мюлинген умира на 70 години на 24 януари 1565 г. в Барби, след 30 годишно управление на Барби-Мюлинген.

## Фамилия
Волфганг I фон Барби-Мюлинген се жени на 23/27 януари 1526 г. в Зеебург за Агнес фон Мансфелд (1511 – 1558), дъщеря на Гебхард VII фон Мансфелд-Мителорт († 1558) и Маргарета фон Глайхен-Бланкенхайн († 1567). Те имат 16 деца:
- Маргарета фон Барби-Мюлинген (*/† 1527)
- Маргарета фон Барби-Мюлинген (* 1528; † 10 март 1567), омъжена на 20 февруари 1555 г. във Вайсенфелс за граф Фолкмар Волфганг фон Хонщайн-Клетенберг-Лаутерберг († 5 февруари 1580)
- Гебхард фон Барби (* 11 август 1529; † ок. 1535)
- Магдалена фон Барби (* 22 септември 1530; † ноември 1566 във Виена), омъжена на 1 юни 1556 г. за фрайхер Йохан III Унгнад фон Зонег (* 1493; † 27 декември 1564)
- Волфганг II фон Барби-Мюлинген (* 21 декември 1531; † 23 март 1615), граф на Барби-Мюлинген, женен I. на 19 юли 1570 г. в Бернбург за Елизабет фон Анхалт (* 15 октомври 1545; † 26 септември 1574), II. на 1 юли 1575 г. за Анна фон Мансфелд (* 1555; † 30 юли 1575), III. на 9 февруари 1577 г. във Ваймар за Мария Якоба фон Баден-Дурлах (* октомври 1514; † 1592), IV. на 25 март 1593 г. за Елизабет фон Кумерщет († сл. 21 юни 1621), бездетен
- Йост фон Барби (* 1533; † ок. 1535)
- Албрехт X фон Барби-Мюлинген (* 15 февруари 1534; † пр. 19 юни 1586 или 28 май 1588), граф на Барби-Мюлинген, женен 1559 г. за принцеса Мария фон Анхалт-Цербст (* 1 декември 1538; † 25 април 1563)
- Бурхард VIII, граф фон Барби-Мюлинген (* 7 февруари 1536; † 2 юни 1586)
- Кристоф фон Барби (* 1 март 1537; † 3 октомври 1576), капитулар в Магдебург
- Георг фон Барби (* 29 август 1538; † 1 октомври 1585)
- Агнес фон Барби-Мюлинген (* 23 юни 1540; † 27 ноември 1569), омъжена на 3 март 1560 г. в Барби за принц Йоахим Ернст фон Анхалт-Цербст-Бернбург-Кьотен († 16 декември 1586)
- Гюнтер VII фон Барби (* 17 октомври 1541; † 25 септември 1572 в Копенхаген, Дания)
- Карл фон Барби (* 29 декември 1543; † 4 август 1566 в катедралата на Барлета, Апулия, Италия, погребан там)
- Йост II фон Барби (* 8 май 1544; † 9 август 1609), женен I. на 23 сертември 1576 г. за принцеса Анна от Померания (* 5 февруари 1531; † 13 октомври 1592), II. на 30 март 1595 г. в Рудолщат за графиня София фон Шварцбург-Рудолщат (* 1 март 1579; † 24 август 1630)
- Йохан Георг фон Барби (* 1549; † 16 януари 1571)
- Кристина фон Барби (* февруари 1551; † 9 април 1605), омъжена на 27 май 1571 г. за граф Бруно I фон Мансфелд-Борнщет († 14 април 1615)